# Zurab Sharvashidze
Zurab Sharvashidze (Costantinopoli, ... – ...; fl. XVIII secolo) fu principe di Abcasia dal 1770 al 1779.

## Biografia
Zurab, figlio minore di Manuchar I Sharvashidze, principe di Abcasia, nacque a Costantinopoli dove crebbe col fratello come ostaggio dei turchi dopo un tentativo di rivolta di suo padre, minacciato di venire ucciso nel caso in cui suo padre avesse tentato di riprendere il trono.
Rilasciato nel 1757, Zurab pur avendo assimilato la cultura e le tradizioni religiose turche, si sentiva estraneo a quella comunità e decise di tornare in Abcasia dove suo fratello il principe Manuchar II Sharvashidze aveva avviato un governo filo-ottomano. Alla morte di Manuchar II, egli riuscì a farsi riconoscere suo legittimo successore nel 1770 e divenne principe di Abcasia. Assieme al fratello Levanti, Zurab avviò quindi una rivolta in Abcasia contro il governo turco, ma venne osteggiato in quest'operazione da suo nipote Kelesh Ahmed-Bey (favorevole ai turchi) che lo detronizzò nel 1779. Suo fratello Levanti continuò a combattere nel decennio successivo opponendosi senza successo a Kelesh Ahmed-Bey che infine rimase l'unico signore dell'Abcasia.